# Anagami
Anāgāmi betyder på sanskrit och pali "en som inte återvänder". Inom de buddhistiska inriktningar vars mål är arahantskap är det det tredje steget på vägen mot arahantskap.
En anagami har frigjort sig helt och hållet från de fem första kedjorna (samyojana) som binder medvetna varelser till samsara, samt delvis frigjort sig från de sista fem:
1. Tron på ett jag/en själ
2. Tvivel på effektiviteten av den buddhistiska vägen
3. Tron på effektiviteten hos icke-buddhistiska riter och ritualer
4. Sensuellt begär
5. Ondska/dåliga avsikter
6. Önskan att återfödas som en gud i den subtila materiella himmelen
7. Önskan att återfödas som en gud i den immateriella himmelen
8. Stolthet
9. Otålighet/distraktion/agitation
10. Ignorans

En anagami återföds inte som människa, djur, helvetesvarelse, hungrigt spöke, eller liknande. Det är i denna bemärkelse som en anagami är "en som inte återvänder". Istället så når anagamin arahantskap i det liv som anagamiskap är uppnått, eller så återföds anagamin i någon av de fem högsta himmelrikena av de subtila-materiella himmelrikena. I synnerhet himmelriket Akanistha är vanligt för anagamor. I det himmelrike som anagamin återföds i uppnår sedan anagamin arahantskap.